# Symmetrische Gleichung
Eine symmetrische Gleichung, symmetrisches Polynom, reziproke Gleichung oder selbstreziprokes Polynom ist eine polynomiale (ganzrationale) Gleichung, deren Koeffizientenfolge symmetrisch ist. Leonhard Euler hat diesen Gleichungstyp als reziproke Gleichung bezeichnet, da die Substitution von  {\displaystyle \textstyle x} durch {\displaystyle \textstyle {\frac {1}{x}}} nach einfachen Umformungen wieder auf dieselbe Gleichung führt. Daneben ist mit jeder Nullstelle {\displaystyle \textstyle x} auch {\displaystyle \textstyle {\frac {1}{x}}} eine Nullstelle der Gleichung. Sind die Koeffizienten dem Betrag nach symmetrisch, unterscheiden sich aber nach dem Vorzeichen, spricht man von einer antisymmetrischen Gleichung.

## Definition
Eine polynomiale Gleichung {\displaystyle n}-ten Grades
{\displaystyle a_{n}\cdot x^{n}+a_{n-1}\cdot x^{n-1}+\dotsb +a_{1}\cdot x+a_{0}=0}
heißt
- symmetrisch, palindromisch[1] (engl.: palindromic polynomial oder auch self-reciprocal), wenn {\displaystyle a_{k}=a_{n-k}} für alle {\displaystyle k=0,1,\dotsc ,n} gilt,
- antisymmetrisch oder antipalindromisch, wenn  {\displaystyle a_{k}=-a_{n-k}} für alle {\displaystyle k=0,1,\dotsc ,n} gilt.

Außerdem gilt im
- symmetrischen Fall {\displaystyle p(x)=x^{n}\cdot p\left({\frac {1}{x}}\right)=a_{0}\cdot x^{n}+a_{1}\cdot x^{n-1}+\dotsb +a_{1}\cdot x+a_{0}}
- antisymmetrischen Fall {\displaystyle p(x)=-x^{n}\cdot p\left({\frac {1}{x}}\right)=a_{0}\cdot x^{n}+a_{1}\cdot x^{n-1}+\dotsb -a_{1}\cdot x-a_{0}}

## Eigenschaften
Betrachtet man das symmetrische Polynom
{\displaystyle a_{0}\cdot x^{n}+a_{1}\cdot x^{n-1}+\dotsb +a_{1}\cdot x+a_{0}=0\qquad } (1)
und substituiert {\displaystyle \textstyle x:={\frac {1}{x}}}
{\displaystyle a_{0}\cdot \left({\frac {1}{x}}\right)^{n}+a_{1}\cdot \left({\frac {1}{x}}\right)^{n-1}+\dotsb +a_{1}\cdot \left({\frac {1}{x}}\right)+a_{0}=0\qquad } (2)
so wird durch Multiplikation mit {\displaystyle \textstyle x^{n}} Gleichung (2) wieder die ursprüngliche Gleichung (1) überführt.
Aus dieser Äquivalenz folgt die von Euler erkannte reziproke Eigenschaft, dass mit {\displaystyle \textstyle x} auch {\displaystyle \textstyle {\frac {1}{x}}} eine Nullstelle einer symmetrischen Gleichung sein muss.
Weiterhin gilt mit {\displaystyle p(x)=a_{n}\cdot x^{n}+a_{n-1}\cdot x^{n-1}+\dotsb +a_{1}\cdot x+a_{0}}, wobei {\displaystyle p(x)} ein Polynom vom Grad {\displaystyle n} mit reellen oder komplexen Koeffizienten ist:
- Wenn {\displaystyle p(x)} palindromisch oder antipalindromisch ist, ist {\displaystyle \textstyle a_{0}\neq 0}
- Wegen {\displaystyle \textstyle a_{0}\neq 0} kann {\displaystyle \textstyle x=0} nie eine Nullstelle sein
- Wenn {\displaystyle p(x)} antipalindromisch und {\displaystyle n} gerade ist, gilt {\displaystyle a_{n/2}=0}.
- Wenn {\displaystyle p(x)} palindromisch und {\displaystyle n} ungerade ist, gilt {\displaystyle p(-1)=0}. Wenn {\displaystyle p(x)} antipalindromisch ist, gilt {\displaystyle p(1)=0}.
- Wenn {\displaystyle p(x)} palindromisch oder antipalindromisch und {\displaystyle p(x_{0})=0} ist, so ist {\displaystyle x_{0}\neq 0} und {\displaystyle \textstyle p({\frac {1}{x_{0}}})=0}. {\displaystyle x_{0}} und {\displaystyle \textstyle {\frac {1}{x_{0}}}} sind dann Nullstellen derselben Vielfachheit der (anti-)symmetrischen Gleichung {\displaystyle p(x)=0}.
- Sind {\displaystyle p(x)} und {\displaystyle q(x)} palindromische Polynome, so ist auch das Produkt {\displaystyle p(x)\cdot q(x)} palindromisch. Sind beide Faktoren antipalindromisch, so ist das Produkt ebenfalls palindromisch. Ist ein Faktor palindromisch und der andere antipalindromisch, so ist das Produkt antipalindromisch.
- Sind {\displaystyle p(x)} und {\displaystyle p(x)\cdot q(x)} palindromische oder antipalindromische Polynome, so ist auch {\displaystyle q(x)} palindromisch oder antipalindromisch.
- Ist mit jeder Nullstelle {\displaystyle x_{0}} der Gleichung {\displaystyle p(x)=0} auch der Reziprokwert {\displaystyle \textstyle {\frac {1}{x_{0}}}} eine Nullstelle der Gleichung mit derselben Vielfachheit wie {\displaystyle x_{0}}, dann ist die Gleichung symmetrisch oder antisymmetrisch.
- Ist {\displaystyle r(x)} ein Polynom vom Grad {\displaystyle m}, so ist {\displaystyle x^{m}\cdot r\left(x+{\tfrac {1}{x}}\right)} ein palindromisches und {\displaystyle x^{m}\cdot r\left(x-{\tfrac {1}{x}}\right)} ein antipalindromisches Polynom vom Grad {\displaystyle \textstyle 2\cdot m}.
- Ist {\displaystyle p(x)} ein palindromisches (bzw. antipalindromisches) Polynom vom Grad {\displaystyle \textstyle n=2\cdot m}, so existiert genau ein Polynom {\displaystyle r(x)} vom Grad {\displaystyle m} mit {\displaystyle p(x)=x^{m}\cdot r\left(x+{\tfrac {1}{x}}\right)} (bzw. {\displaystyle p(x)=x^{m}\cdot r\left(x-{\tfrac {1}{x}}\right)}).
- Wenn alle Koeffizienten {\displaystyle a_{i}} reell sind und alle komplexen Nullstellen von {\displaystyle p(x)} den Betrag 1 haben, dann ist {\displaystyle p(x)} palindromisch oder antipalindromisch.[2]

### Anwendungsgebiete (Beispiele)
- Die Kreisteilungspolynome sind symmetrisch.
- Alexanderpolynome von Knoten (siehe Knotentheorie) sind symmetrisch. Für ein Alexander-Polynom der Form {\displaystyle c_{0}+c_{1}\cdot t+\cdots +c_{0}\cdot t^{n}} führt (nach Skalierung mit {\displaystyle t^{-n/2}}) die Substitution {\displaystyle \textstyle z^{2}:=t+{\frac {1}{t}}-2} auf das Conway-Polynom, ein spezielles Alexander-Polynom.

## Allgemeine Lösungsstrategien
Für allgemeine Gleichungen ab dem 5. Grad existiert keine allgemeine Lösungsformel zur Bestimmung der Nullstellen mehr. Symmetrische und antisymmetrische Gleichungen können dagegen aufgrund ihrer speziellen Eigenschaften bis zum 9. Grade auf Gleichungen bis 4. Grades zurückgeführt werden.

### Symmetrische Gleichungen
Aus dem verallgemeinerten Wurzelsatz von Vieta lässt sich allgemein ableiten, dass bei einem Polynom {\displaystyle \textstyle a_{0}=(-1)^{n}\cdot a_{n}\cdot x_{1}\cdot x_{2}\dotsm x_{n}} ist, also dass in {\displaystyle \textstyle a_{0}} das Produkt aller Nullstellen steckt. Bei einer symmetrischen Gleichung vom Grad {\displaystyle \textstyle n} ist der Koeffizient {\displaystyle \textstyle a_{n}\neq 0} und aus der Symmetrie der Koeffizienten folgt auch, dass {\displaystyle \textstyle a_{0}\neq 0}. Daher kann {\displaystyle \textstyle x=0} nie Nullstelle einer symmetrischen Gleichung sein kann, weil sonst {\displaystyle \textstyle a_{0}=0\neq a_{n}} sein müsste.

#### Symmetrischen Gleichungen ungeraden Grades
Bringt man die symmetrische Gleichung auf Normalform, d. h. ist der Koeffizient der höchsten Potenz {\displaystyle \textstyle a_{n}=1}, so folgt daraus, dass auch der Koeffizient des absoluten Gliedes {\displaystyle \textstyle a_{0}=1} ist. Aus der oben gegebenen Darstellung von {\displaystyle \textstyle a_{0}} nach Vieta folgt, dass die Nullstellen paarweise reziprok zueinander sind und das Produkt dieser Paare jeweils mit dem Faktor 1 zu {\displaystyle \textstyle a_{0}} beiträgt. Die verbliebene Nullstelle muss bei ungeradem Grad und reellen Koeffizienten stets {\displaystyle \textstyle -{\frac {a_{0}}{a_{n}}}=-1} sein. Der entsprechende Linearfaktor {\displaystyle \textstyle (x+1)} wird mit Hilfe der Polynomdivision abdividiert, so dass eine symmetrische Gleichung mit einem um eins erniedrigten, geraden Grad entsteht.

#### Symmetrischen Gleichungen geraden Grades
Die allgemeine Lösungsstrategie für symmetrische Gleichungen mit geradem Grad {\displaystyle n} und reellen Koeffizienten beruht auf folgenden Schritten:
1. Division aller Glieder des Polynoms durch {\displaystyle \textstyle x^{\frac {n}{2}}}
2. Zusammenfassen der Glieder mit gleichem Koeffizienten und Ausklammern des Koeffizienten {\displaystyle a_{i}=a_{n-i}}
3. Substitution {\displaystyle \textstyle (x^{i}+{\frac {1}{x^{i}}})} anwenden, siehe Abschnitt Substitutionen
4. Ausmultiplizieren führt zu einem Polynom in {\displaystyle u} vom Grad {\displaystyle \textstyle {\frac {n}{2}}}
5. Nullstellen für {\displaystyle u} berechnen
6. Einsetzen jeder Nullstelle von {\displaystyle u} in die Substitutionsgleichung {\displaystyle \textstyle (x+{\frac {1}{x}})=u} und Auflösung nach {\displaystyle x}, so dass mit jedem {\displaystyle u} zwei Nullstellen {\displaystyle x} aus der Gleichung {\displaystyle x^{2}-u\cdot x+1=0} bestimmt werden können.

#### Substitutionen
Für die Berechnung werden folgende Substitutionen verwendet:
{\displaystyle {\begin{aligned}x\;+\ {\frac {1}{x}}\ &=u\\x^{2}+{\frac {1}{x^{2}}}&=u^{2}-2\\x^{3}+{\frac {1}{x^{3}}}&=u^{3}-3\cdot u\\x^{4}+{\frac {1}{x^{4}}}&=u^{4}-4\cdot u^{2}+2\\\end{aligned}}}
Weitere Substitutionen für Potenzen ab {\displaystyle \textstyle n\geq 2} lassen sich mit der folgenden Rekursionsformel aus bereits bekannten Substitutionen ermitteln:
{\displaystyle x^{n}+{\frac {1}{x^{n}}}=\left(x+{\frac {1}{x}}\right)\cdot \left(x^{n-1}+{\frac {1}{x^{n-1}}}\right)-\left(x^{n-2}+{\frac {1}{x^{n-2}}}\right)}

#### Resubstitution zur Berechnung der Nullstellen
Sobald man eine Nullstelle {\displaystyle u_{i}} gefunden hat, löst man die einfachste Substitutionsgleichung {\displaystyle \textstyle (x+{\frac {1}{x}})=u} nach {\displaystyle \textstyle x}  auf. Dadurch ergeben sich für jedes {\displaystyle \textstyle u_{i}} zwei Nullstellen für {\displaystyle \textstyle x} aus der quadratischen Gleichung:
{\displaystyle x^{2}-u_{i}\cdot x+1=0}
Aus der Symmetrie dieser Gleichung und weil das absolute Glied dieser quadratischen Gleichung in Normalform 1 ist, folgt aus dem Vietaschen Wurzelsatz, dass die beiden Nullstellen dieser quadratischen Gleichung zueinander reziprok sein müssen. Die Nullstellen ergeben sich nach der p-q-Formel zu:
{\displaystyle x_{1/2}={\frac {1}{2}}\cdot \left(u_{i}\pm {\sqrt {u_{i}^{2}-4}}\right)} mit  {\displaystyle x_{1}={\frac {1}{x_{2}}}}.

### Antisymmetrische Gleichungen
Bei antisymmetrischen Gleichungen vom Grade {\displaystyle \textstyle n} gibt es bei ungeradem  {\displaystyle \textstyle n} zu jedem Koeffizienten das negative Gegenstück, so dass {\displaystyle \textstyle a_{i}+a_{n-i}=0} gilt. Bei antisymmetrischen Gleichungen geraden Grades gibt es jedoch nur einen mittleren Koeffizienten, der für den folgenden Lösungsweg Null sein muss ({\displaystyle \textstyle a_{n/2}=0}), siehe auch Abschnitt ‘Eigenschaften’.

#### Antisymmetrische Gleichungen ungeraden Grades
Aus dem Vietaschen Wurzelsatz lässt sich ableiten, dass asymmetrische Gleichungen bei ungeradem Grad {\displaystyle \textstyle n} und reellen Koeffizienten stets {\displaystyle \textstyle -{\frac {a_{0}}{a_{n}}}=+1} sein muss. Der entsprechende Linearfaktor {\displaystyle \textstyle (x-1)} wird mit Hilfe der Polynomdivision abdividiert, so dass eine Gleichung von geraden Grade {\displaystyle \textstyle n-1}  entsteht.

#### Antisymmetrische Gleichungen geraden Grades
Betrachtet man den Lösungsweg am Beispiel einer Gleichung 8. Grades, so ist die Ausgangsgleichung folgendermaßen aufgebaut:
{\displaystyle a\cdot x^{8}+b\cdot x^{7}+c\cdot x^{6}+d\cdot x^{5}+0\cdot x^{4}-d\cdot x^{3}-c\cdot x^{2}-b\cdot x-a=0}
Nun werden die zusammengehörigen Koeffizienten ausgeklammert, so dass nach Division durch {\displaystyle \textstyle {\frac {1}{x^{4}}}} und umordnen die folgende Darstellung ergibt
{\displaystyle a\cdot \left(x^{4}-{\frac {1}{x^{4}}}\right)+b\cdot \left(x^{3}-{\frac {1}{x^{3}}}\right)+c\cdot \left(x^{2}-{\frac {1}{x^{2}}}\right)+d\cdot \left(x-{\frac {1}{x}}\right)=0}
Hier lässt sich sofort der Faktor {\displaystyle \textstyle x-{\frac {1}{x}}} ausklammern und die Gleichung faktorisieren:
{\displaystyle \left(x-{\frac {1}{x}}\right)\cdot {\Bigg (}a\cdot \left(x^{3}+x+{\frac {1}{x}}+{\frac {1}{x^{3}}}\right)+b\cdot \left(x^{2}+1+{\frac {1}{x^{2}}}\right)+c\cdot \left(x+{\frac {1}{x}}\right)+d{\Bigg )}=0}
Der Faktor {\displaystyle \textstyle x-{\frac {1}{x}}} offenbart bereits zwei Nullstellen der antisymmetrischen Gleichung geraden Grades, nämlich –1 und +1.
Der andere Faktor wird zunächst auf die Form einer kubischen Gleichung gebracht und so wie bei der symmetrischen Gleichung zusammengefasst:
{\displaystyle a\cdot \left(x^{3}+{\frac {1}{x^{3}}}\right)+a\cdot \left(x+{\frac {1}{x}}\right)+b\cdot \left(x^{2}+{\frac {1}{x^{2}}}\right)+b+c\cdot \left(x+{\frac {1}{x}}\right)+d=0\qquad \Leftrightarrow }
{\displaystyle a\cdot \left(x^{3}+{\frac {1}{x^{3}}}\right)+b\cdot \left(x^{2}+{\frac {1}{x^{2}}}\right)+(a+c)\cdot \left(x+{\frac {1}{x}}\right)+(b+d)=0}
Wendet man die von der symmetrischen Gleichung bekannten Substitutionen mit {\displaystyle \textstyle u} an, ergibt sich:
{\displaystyle a\cdot \left(u^{3}-3\cdot u\right)+b\cdot \left(u^{2}-2\right)+(a+c)\cdot u+b+d=0}
Der weitere Lösungsweg entspricht dem der symmetrischen Gleichung.

### Andere reziproke Gleichungen
Für reziproke Gleichungen, bei denen neben jedem {\displaystyle \textstyle x_{i}} auch immer {\displaystyle \textstyle -{\frac {1}{x_{i}}}} eine Nullstelle ist, lassen sich Substitutionen konstruieren und damit Nullstellen berechnen.
Dazu eignet sich die Substitution
{\displaystyle x-{\frac {1}{x}}=u}
Mit den bereits beschriebenen Methoden können Substitutionen von höheren Potenzen ermittelt werden:
{\displaystyle x^{2}+{\frac {1}{x^{2}}}=u^{2}+2;\qquad x^{3}-{\frac {1}{x^{3}}}=u^{3}+3\cdot u;\qquad x^{4}+{\frac {1}{x^{4}}}=u^{4}+4\cdot u^{2}+2}
Wie sich hier zeigt, ist {\displaystyle \textstyle x^{2\cdot n}+{\frac {1}{x^{2\cdot n}}}} für die geraden Potenzen von {\displaystyle x} eine Summe, keine Differenz.
Damit lassen sich beispielsweise folgende spezielle Gleichungstypen lösen:
{\displaystyle x^{4}\pm a\cdot x^{3}+b\cdot x^{2}\mp a\cdot x+1=0}
{\displaystyle x^{6}\pm a\cdot x^{5}+b\cdot x^{4}+c\cdot x^{3}+b\cdot x^{2}\mp a\cdot x+1=0}
{\displaystyle x^{8}\pm a\cdot x^{7}+b\cdot x^{6}\pm c\cdot x^{5}+d\cdot x^{4}\mp c\cdot x^{3}+b\cdot x^{2}\mp a\cdot x+1=0}
Wie an den Beispielen leicht zu erkennen ist, haben diese Gleichungen nicht die Struktur einer antisymmetrischen Gleichung im Sinne der oben gegebenen Definition. Die Lösung durch Substitution ist nur möglich, wenn ungleiche Vorzeichen stets und nur bei den Koeffizienten von ungeraden Potenzen auftreten.

## Lösungsformeln für spezielle Gleichungen
Die folgenden Beispiele zeigen, wie die Substitution auf eine Gleichung in {\displaystyle \textstyle u} führt.

### Symmetrische Gleichung 4. Grades
Für eine quartische Gleichung
{\displaystyle a\cdot x^{4}+b\cdot x^{3}+c\cdot x^{2}+b\cdot x+a=0}
ergibt sich nach Division durch {\displaystyle x^{2}} und Zusammenfassung der Glieder:
{\displaystyle a\cdot \left(x^{2}+{\frac {1}{x^{2}}}\right)+b\cdot \left(x+{\frac {1}{x}}\right)+c=0}
Nach der Substitution mit {\displaystyle \textstyle (x+{\frac {1}{x}})=u} und {\displaystyle \textstyle (x^{2}+{\frac {1}{x^{2}}})=u^{2}-2} ergibt sich die quadratische Gleichung in {\displaystyle u}:
{\displaystyle a\cdot u^{2}+b\cdot u+c-2\cdot a=0}
Daraus ermittelt man die beiden Nullstellen {\displaystyle u_{1}} und {\displaystyle u_{2}}. Im nächsten Schritt wird die Substitution rückgängig gemacht und alle vier Nullstellen {\displaystyle \textstyle x_{i}} der quartischen Gleichung durch Auflösung von  {\displaystyle \textstyle (x_{i}+{\frac {1}{x_{i}}})=u} für jedes der beiden {\displaystyle \textstyle u} berechnet.
Beispiel: Die Gleichung {\displaystyle \textstyle 6x^{4}-5x^{3}-38x^{2}-5x+6=0} wird durch die gezeigte Substitution zur quadratischen Gleichung {\displaystyle \textstyle 6u^{2}-5u-50=0}. Daraus ergeben sich die Nullstellen {\displaystyle \textstyle u_{1}={\frac {10}{3}}} und {\displaystyle \textstyle u_{2}=-{\frac {5}{2}}}.
Für die Resubstitution sucht man sich die einfachste Gleichung aus, nämlich {\displaystyle \textstyle (x+{\frac {1}{x}})=u}, formt sie zur quadratischen Gleichung  {\displaystyle \textstyle x^{2}-u\cdot x+1=0} um und setzt {\displaystyle \textstyle u_{1}} und {\displaystyle \textstyle u_{2}} ein:
- Mit {\displaystyle \textstyle u_{1}} ergibt sich {\displaystyle \textstyle x^{2}-{\frac {10}{3}}\cdot x+1=0} und die Nullstellen 3 und {\displaystyle \textstyle {\frac {1}{3}}}
- Mit {\displaystyle \textstyle u_{2}} ergibt sich {\displaystyle \textstyle x^{2}+{\frac {5}{2}}\cdot x+1=0} und die Nullstellen −2, {\displaystyle \textstyle -{\frac {1}{2}}}

Dies sind auch die Nullstellen der quartischen Ausgangsgleichung.

### Symmetrische Gleichung 6. Grades
Für eine Gleichung 6. Grades in Normalform
{\displaystyle x^{6}+a\cdot x^{5}+b\cdot x^{4}+c\cdot x^{3}+b\cdot x^{2}+a\cdot x+1=0}
ergibt sich nach Division durch {\displaystyle x^{2}} und Zusammenfassung der Glieder:
{\displaystyle \left(x^{3}+{\frac {1}{x^{3}}}\right)+a\cdot \left(x^{2}+{\frac {1}{x^{2}}}\right)+b\cdot \left(x+{\frac {1}{x}}\right)+c=0}
Nach der Substitution mit {\displaystyle \textstyle (x+{\frac {1}{x}})=u} und {\displaystyle \textstyle (x^{2}+{\frac {1}{x^{2}}})=u^{2}-2} und {\displaystyle \textstyle (x^{3}+{\frac {1}{x^{3}}})=u^{3}-3\cdot u} ergibt sich die kubische Gleichung in {\displaystyle u}:
{\displaystyle u^{3}+a\cdot u^{2}+(b-3)\cdot u-2\cdot a+c=0}
Daraus ermittelt man die Nullstellen {\displaystyle u_{1}}, {\displaystyle u_{2}} und {\displaystyle u_{3}} mit Hilfe der Lösungsformeln für die kubischen Gleichung.

### Symmetrische Gleichung 8. Grades
Für eine Gleichung 8. Grades in Normalform
{\displaystyle x^{8}+a\cdot x^{7}+b\cdot x^{6}+c\cdot x^{5}+d\cdot x^{4}+c\cdot x^{3}+b\cdot x^{2}+a\cdot x+1=0}
ergibt sich nach Division durch {\displaystyle x^{2}} und Zusammenfassung der Glieder:
{\displaystyle \left(x^{4}+{\frac {1}{x^{4}}}\right)+a\cdot \left(x^{3}+{\frac {1}{x^{3}}}\right)+b\cdot \left(x^{2}+{\frac {1}{x^{2}}}\right)+c\cdot \left(x+{\frac {1}{x}}\right)+d=0}
Nach der Substitution mit {\displaystyle \textstyle (x+{\frac {1}{x}})=u} und {\displaystyle \textstyle (x^{2}+{\frac {1}{x^{2}}})=u^{2}-2}, {\displaystyle \textstyle (x^{3}+{\frac {1}{x^{3}}})=u^{3}-3\cdot u} und {\displaystyle \textstyle (x^{4}+{\frac {1}{x^{4}}})=u^{4}-4\cdot u^{2}+2} ergibt sich die quartische Gleichung in {\displaystyle u}:
{\displaystyle u^{4}+a\cdot u^{3}+(b-4)\cdot u^{2}+(c-3\cdot a)\cdot u-2\cdot b+d+2=0}
Daraus ermittelt man die Nullstellen {\displaystyle u_{1}}, {\displaystyle u_{2}}, {\displaystyle u_{3}} und {\displaystyle u_{4}} mit Hilfe der Lösungsformeln für die quartische Gleichung.

### Weitere Beispiele
- Die Nullstellen der quadratischen Gleichung lassen sich mit den bekannten Lösungsformeln am schnellsten bestimmen.
- Bei symmetrischen kubischen Gleichungen  mit reellen Koeffizienten ist −1 eine Nullstelle. Danach führt eine Polynomdivision zu einer quadratischen (symmetrischen) Gleichung.

Beispiele:
- Die symmetrische Gleichung 3. Grades {\displaystyle f(x)=3\cdot x^{3}+13\cdot x^{2}+13\cdot x+3} hat eine Nullstelle bei –1. Division durch {\displaystyle (x+1)} führt zu {\displaystyle g(x)=3\cdot x^{2}+10\cdot x+3}, woraus sich die weiteren Nullstellen {\displaystyle \textstyle -{\frac {1}{3}}} und –3 berechnen lassen.
- Die antisymmetrische Gleichung 3. Grades {\displaystyle f(x)=6\cdot x^{3}+7\cdot x^{2}-7\cdot x-3} hat eine Nullstelle bei 1. Division durch {\displaystyle (x-1)} führt wieder zu {\displaystyle g(x)=3\cdot x^{2}+10\cdot x+3}, woraus sich die weiteren Nullstellen {\displaystyle \textstyle -{\frac {1}{3}}} und –3 berechnen lassen.
- Die symmetrische Gleichung 5. Grades {\displaystyle f(x)=6\cdot x^{5}+11\cdot x^{4}-33\cdot x^{3}-33\cdot x^{2}+11\cdot x+6} hat eine Nullstelle bei –1. Division durch {\displaystyle (x+1)} führt zu {\displaystyle g(x)=6\cdot x^{4}+5\cdot x^{3}-38\cdot x^{2}+5\cdot x+6}, woraus sich die weiteren Nullstellen –3, {\displaystyle \textstyle -{\frac {1}{3}}}, 2, {\displaystyle \textstyle {\frac {1}{2}}} berechnen lassen.